# Mīlkeh-ye Pūchān
Mīlkeh-ye Pūchān (persiska: میلکه پوچان, Mīlgeh-e Būchān) är en ort i Iran.   Den ligger i provinsen Kermanshah, i den västra delen av landet, 500 km väster om huvudstaden Teheran. Mīlkeh-ye Pūchān ligger 1 541 meter över havet och antalet invånare är 113.
Terrängen runt Mīlkeh-ye Pūchān är kuperad åt sydväst, men åt nordost är den platt. Runt Mīlkeh-ye Pūchān är det ganska tätbefolkat, med 144 invånare per kvadratkilometer. Närmaste större samhälle är Gahvāreh, 17,5 km väster om Mīlkeh-ye Pūchān. Trakten runt Mīlkeh-ye Pūchān består till största delen av jordbruksmark.